# La Mahoma

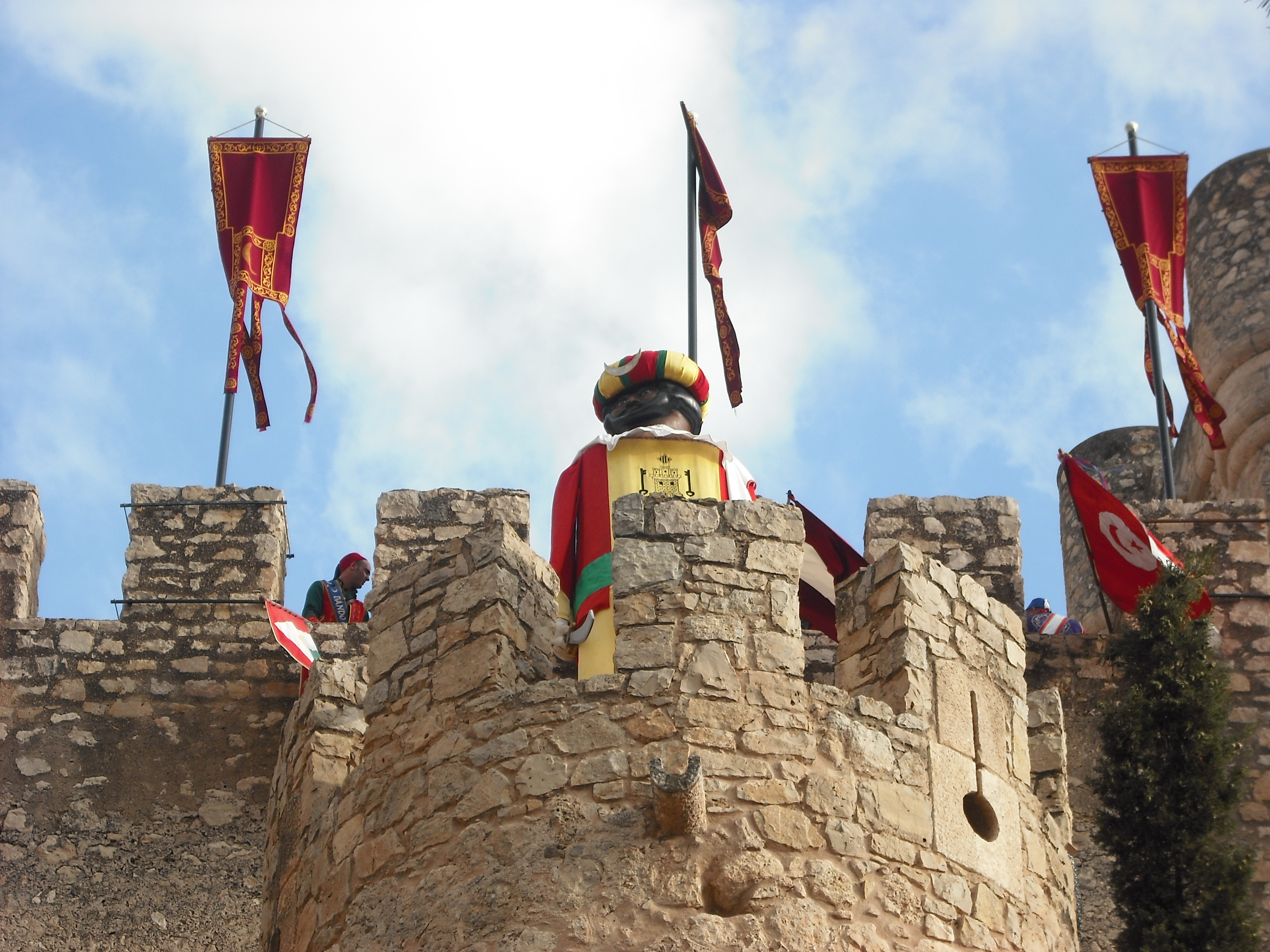
La Mahoma al Castell de la Talaia de Villena

La Mahoma és una figura gegantina, hereva de la tradició catalano-aragonesa dels gegants i cabuts, que s'usa a les festes de Moros i Cristians de diversos municipis del País Valencià, tot i que a d'altres s'ha deixat d'utilitzar per considerar-se ofensiu per a la religió musulmana. Alguns dels pobles que mantenen la tradició són Villena o Biar, que comparteixen la mateixa figura històricament.
El tracte femení del terme pot deure's a una omissió d'una paraula femenina intermèdia (l'estàtua / esfinx / figura de Mahoma), a una atracció popular, ja que el terme acaba en a, o a una combinació d'ambdues.

## Característiques i usos
Consisteix en una figura de gran cap, articulada i vestida amb el vestit tradicional de moro, que representa al profeta Mahoma. Es col·loca en el castell que es realitzen les ambaixades durant l'espai de temps que va entre l'ambaixada mora i la cristiana, simbolitzant d'aquesta manera el domini musulmà de la població. Es retira a l'acabar l'ambaixada cristiana, ja que la victòria d'aquests simbolitza que el castell torna a ser cristià.
En algunes celebracions era tradicional calar foc o explotar la figura amb petards, o llençar-la des de la torre del castell, actes que s'han suprimit per considerar-se ofensius cap a la figura del profeta d'Alà. Avui són només sis les localitats valencianes (Castalla, Biar, Villena, Beneixama, Banyeres de Mariola i Bocairent) que mantenen al gegant, i dos les quals encara el mutilen (almenys fins a 2005). Elda i Petrer van eliminar la Mahoma definitivament dels seus Moros i Cristians.
En canvi, a altres poblacions, la Mahoma és venerada com un sant, fins i tot pel bàndol cristià. Cada any, Biar cedeix la figura de la Mahoma a Villena, una localitat pròxima en la mateixa comarca, perquè la cuiden i respecten. Un tradició que es remunta almenys al 1838. Segons diu la llegenda, perquè antigament no hi havia presó a Biar i els presoners anaven a la de Villena. Aleshores, els dos pobles van acordar que en lloc dels impostos de presó, Biar li deixaria tots els anys la Mahoma. Des d'aleshores l'alcalde de Villena, acompanyat per representants del moros, puja el dia 12 de maig amb un pregó per a arreplegar-la i el dia 8 de setembre, quan els moros perden, la torna al poble de Biar, on l'esperen a la Torreta per a passejar-la per tot el poble amb la música dels espies (Vegeu «Moros i Cristians de Biar»).
Segons la documentació existent en el Semanario Pintoresco Español (1838), la descripció de Villena de Teodoro Llorente (1889) i la Vida del Excmo. Sr. Joaquín María López (1857), aquesta mateixa efígie que avui comparteixen Villena i Biar, també es compartia amb les veïnes localitats de Iecla i Castalla. Es dedueix que tant Villena com Biar pactarien llavors col·laborar en lliurament mutu per a evitar perdre el ninot, amb la conseqüent despesa econòmica d'elaborar-ne un de nou cada any.

## Història
Aquesta tradició està relacionada amb els gegants i cabuts i ve de l'edat mitjana. Hi ha constància de la seva utilització a Jaén ja en 1463, i també apareix amb el nom d'Aduar o Papaz a Alacant, Alcoi i Oriola al llarg del segle xviii.